# Departamentul Tessaoua
Departamentul Tessaoua este un departament din  regiunea Maradi, Niger, cu o populație de 343.701 locuitori (2001).